# Philip Rantzer

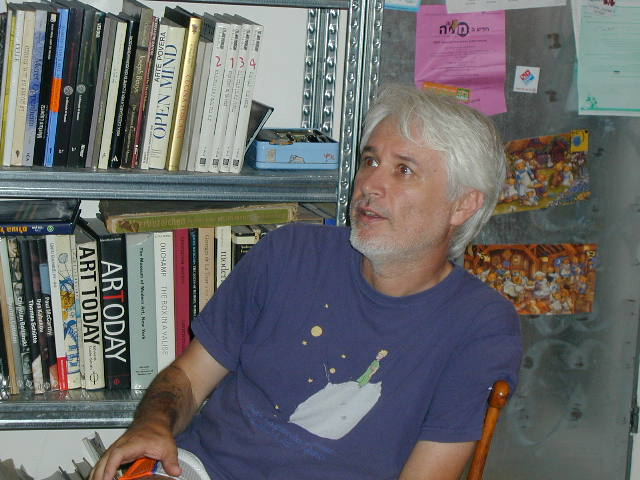
Philip Rantzer

Philip Rantzer (* 1956 in Rumänien) ist ein rumänisch-israelischer Bildhauer. Rantzers Familie zog 1960 von Rumänien nach Israel. Von 1979 bis 1981 studierte Rantzer am Art Teachers’ Training College in Ramat haScharon. Er erlangte 1993 den Master am Beit Berl und ist seit 1995 Hochschullehrer im Fachbereich Kunst, dessen Leitung er zwischen 2002 und 2007 übernahm, an der Universität Haifa.
Rantzer fertigt Skulpturen, Assemblagen, Mobiles, Mixed-Media-Objekte und Zeichnungen.

## Ausstellungen (Auswahl)
- 1992 documenta IX, Kassel
- 1996 Jewish Museum of Australia, Melbourne
- 1996 „Die Aufbewahrung der Vergangenheit oder: Was verbindet Philip Rantzer, Janis Joplin und Sigmund Freud“ in „Philip Rantzer/Nahum Tevet“ (Städt. Galerie Bremen + Daniel-Pöppelmann-Haus Herford) Text: Peter Krüger-Lenz
- 1998 „Video Art“, Museum Ludwig, Köln
- 1998 „Facing the Reality“ – aktuelle Kunst aus Israel. 10 Künstler. 40 Kunstwerke. 50 Jahre Unabhängigkeit (u. a. mit Shosh Kormush, Judith Guetta, Azi Assad, Tsibi Geva) Schloss Celle, Alter Rittersaal
- 1999 Biennale di Venezia, Venedig
- 1999 „The 20th Anniversary of the Heitland Foundation Award“, Kunsthalle Darmstadt, Darmstadt
- 2000 „Object of Desire“ Israel-Museum, Jerusalem
- 2002 „The Borders of Sculpture“, The Open Museum, Tefen
- 2006 „Consider This…“, Los Angeles County Museum of Art, Los Angeles[4]
- 2008 „Territorial bodies“ Museum Beelden aan Zee, Scheveningen
- 2013 4. Biennale von Thessaloniki, MOMus – Museum für Moderne Kunst – Sammlung Costakis

## Auszeichnungen
- 1988 Young artist´s prize
- 1989 Kolliner prize, Israel Museum, Jerusalem
- 1990 Scholarship from the ministry of education
- 1993 America-Israel Cultural Foundation Prize
- 1994 Awarded the minster of culture and education prize
- 1996 Kunstpreisträger der Heitland Foundation
- 1998 Pondak prize, Tel Aviv Museum of Art, Tel Aviv[5]